# Aeroporto de Apucarana
O Aeroporto de Apucarana - Capitão João Busse (ICAO: SSAP) é um aeródromo civil público brasileiro, localizado no município de Apucarana, no Paraná.
Localizado na rodovia PR-532, o aeroporto foi inaugurado em 12 de outubro de 1982. Recebe voos particulares e empresas de táxi aéreo.
Conta com pista asfaltada de 1 400 x 30 metros.
Operou voos comerciais das companhias Two Flex e Azul Conecta.

## Homenageado
O aeroporto homenageia o capitão da Polícia Militar, João Busse (1886-1921),  considerado o primeiro aviador profissional do Paraná. Foi um dos fundadores da Escola Paranaense de Aviação e aluno da Escola de Aviação da Força Pública de São Paulo. 
No dia 10 de junho de 1920, realizou seu primeiro voo solo, então batendo o recorde brasileiro de altitude, a 4 500 metros (12 mil pés).

## Voos comerciais
Em 2019 passou a ter voos regulares operados com aeronaves Cessna Grand Caravan, da empresa Two Flex, em parceria com a Gol Linhas Aéreas, ligando o município a Curitiba. Em 2020, a empresa Two Flex foi comprada pela Azul Linhas Aéreas, cancelando os voos do programa.
Em janeiro de 2022 os voos comerciais retornaram ao aeroporto, com operações da empresa regional Azul Conecta para Curitiba.

## Dados gerais
- Apucarana - SSAP
- Nome do Aeroporto: Aerporto Capitão João Busse
- Administração: Prefeitura Municipal
- Dimensões da Pista: 140x30m
- Quantidade de pousos e decolagens:
- Altitude: 820m
- Revestimento da Pista: Asfalto
- Opera com Linha Aérea Regular? não
- Opera por Instrumentos? não
- Opera no Período Noturno? não
- Designativo das Cabeceiras: 10/28
- Resistência da Pista:
- Classificação: AP-1
- Coordenadas Geográficas: 23 36 44S/051 23 06W[6]